# Jon-Erik Hexum

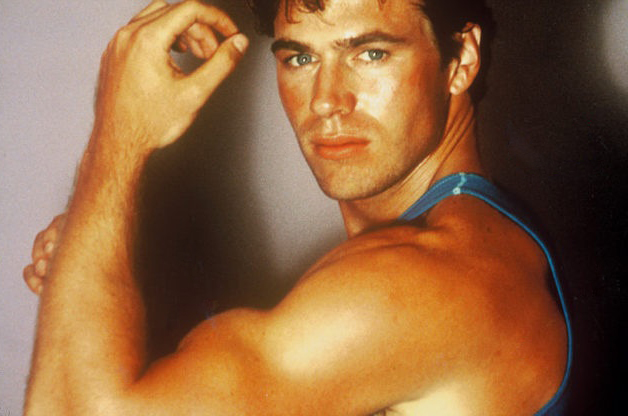
Jon-Erik Hexum, 1984

Jon-Erik Hexum (* 5. November 1957 in Englewood, New Jersey; † 18. Oktober 1984 in Century City, Los Angeles, Kalifornien) war ein US-amerikanischer Schauspieler und Model.
Der Sohn norwegischer Immigranten war der Star der Science-Fiction-Serie Die Zeitreisenden, die von 1982 bis 1983 auf NBC ausgestrahlt wurde. Er wirkte auch in Fernsehfilmen wie The Bear und Ein Traummann auf der Titelseite (Making of a Male Model) neben Joan Collins mit sowie in einer Episode der Fernsehserie Hotel. In die Medien kam er wegen seiner Beziehungen mit Emma Samms und Elizabeth Daily. Hexum war der Cousin von Eric Paulsen, dem Hauptnachrichtensprecher des US-Fernsehsenders WWL-TV.

## Leben
Jon-Erik Hexum wurde in Englewood als Sohn von Gretha und Thorleif Hexum geboren und wuchs in Tenafly auf. Er hatte einen älteren Bruder, Gunnar. Seine Eltern trennten sich, als er fünf Jahre alt war, und seine Mutter musste in mehreren Jobs arbeiten, um ihr Leben als Alleinerziehende zu finanzieren.
Nach seiner High-School-Zeit, in der er sich als vielseitiger Musiker, Schauspieler in Schulaufführungen und Cheerleader bewährt hatte, begann Hexum ein Medizintechnikstudium an der Case Western Reserve University in Cleveland, das er jedoch bald abbrach. Danach studierte er an der Michigan State University in East Lansing und schloss 1980 mit einem „Bachelor of Arts“-Titel in Sozialwissenschaft und Philosophie ab.
Während seines Studiums arbeitete er regelmäßig als Radio-Diskjockey und Schauspieler in unbedeutenden Nebenrollen. Wenige Tage nach seinem Abschluss zog er nach New York, um seine Fernseh- und Filmkarriere zu starten. Während dieser Zeit wurde er von Bob LeMond von LeMond/Zetter Management entdeckt. Bob LeMond, der auch als Entdecker von John Travolta gilt, bot Hexum eine einmalige Karriere-Chance.
Auf LeMonds Rat hin zog Hexum im September 1981 nach Los Angeles, um für einen Film namens Summer Lovers mit Randal Kleiser als Regisseur vorzusprechen. Kleiser führte auch bei Grease und The Boy in the Plastic Bubble Regie, beides Travolta-Filme. Auch wenn Hexum den Part an Peter Gallagher verlor, wurde er schon bald darauf für die Hauptrolle des Phineas Bogg in der NBC-Serie Voyagers! („Die Zeitreisenden“) engagiert.
Voyagers! konnte sich allerdings gegen die damals populäre Show 60 Minutes nicht länger als eine Staffel halten, dennoch war und ist die Serie bei Kindern und Sci-Fi-Fans sehr beliebt. Aus dem Konzept entstand später eine bekanntere Serie, Quantum Leap.
Hexums Manager sahen in seinem guten Aussehen und dem manchmal etwas unbeholfenen Charme eine gut vermarktbare Mischung. Nach einer von ihm selbst finanzierten Promotion-Tour wurde Hexum 1983 von Joan Collins für ihren Film Making of a Male Model engagiert, der die Geschichte eines naiven, gutaussehenden Mannes erzählt, der von einer Agentin (Collins) für das Modelgewerbe entdeckt wird. Dieser Film machte Hexum noch bekannter, obgleich er ihn gegen seinen Willen als hübsches Gesicht und Sexsymbol abstempelte.
Nachdem er für mehrere Projekte in Erwägung gezogen worden war, bekam er ein Angebot für die Serie Mode, Models und Intrigen (Cover Up), das er schließlich annahm. Er spielte neben Jennifer O’Neill einen Undercover-CIA-Agenten. Er selbst beschrieb die Rolle als teils „Indiana Jones, James Bond, Mr. Magoo und Superman“.
An Wochenenden war er stets auf Promotion-Tour für den Film The Bear über den College-Football-Coach Paul „Bear“ Bryant aus Alabama, in dem er eine Hauptrolle spielte.
Als Perfektionist strebte Hexum bedeutendere Rollen an. Unter seinen Lieblingsfilmen waren Rocky, Ordinary People, The Big Chill und The Deer Hunter.

## Tod
Hexum starb, nachdem er sich auf dem Set der CBS-Serie Cover Up eine mit Platzpatronen geladene Handfeuerwaffe an die Stirn gehalten und abgedrückt hatte. Die Serie handelte von einem Model-Paar, das in Wahrheit als Geheimagenten tätig war. Hexum, der in der Serie einen Waffenexperten spielte, war am Set bekannt für seinen leichtfertigen Umgang mit den Filmwaffen und wurde von Co-Star Jennifer O’Neill diesbezüglich auch zurechtgewiesen. Elizabeth Daily, Hexums Freundin zum Zeitpunkt des Unfalls, und Schauspielkollegin Jennifer O’Neill kritisierten 1999 in der US-Dokumentationsreihe Mysteries and Scandals das schlechte zeitliche Management am Set der Serie Cover Up, das eine Anwesenheit der Schauspieler bis zu 18 Stunden pro Tag notwendig machte. Sie beschrieben Jon-Erik Hexum am Tag seines Unfalls als überarbeitet und müde. Weiterhin ist bekannt, dass die Waffe, die Hexum in der vorhergehenden Szene bei sich hatte, während der Drehpause nicht vom Requisiteur in Verwahrung genommen wurde, wie es die Sicherheitsrichtlinien des Studios vorschrieben.
Die genauen Details des Unfalls sind vage und stammen zumeist aus mehreren Presseberichten, die 20th Century Fox unmittelbar nach dem Unfall bekannt gab und inhaltlich nicht übereinstimmen.
Am 12. Oktober 1984 wurde eine Szene gedreht, in der Hexums Serienfigur auf dem Bett eines Hotelzimmers saß und einen 44er Magnum-Revolver entlud, um die Kugeln durch Platzpatronen zu ersetzen. Hexum war mit diesem Vorgang nicht vertraut, üblicherweise wurde dieser von einem auf Waffen spezialisierten Crewmitglied durchgeführt. Anschließend wurde eine Drehpause angesetzt, um dieselbe Szene erneut zu drehen. In dieser Drehpause schlief Hexum auf dem Bett ein und erwachte kurz darauf. Er stellte fest, dass die Drehpause erneut verlängert worden war und richtete die Waffe an seine rechte Schläfe, wobei sich ein Schuss löste und ihn schwer verletzte. Gemäß Presseberichten des Studios war Hexum zum Zeitpunkt des Unfalls alleine am Set und es gab keine direkten Augenzeugen des Unfalls. Ein späterer Bericht erwähnt jedoch mehrere Augenzeugen, die Hexum gesehen haben wollen, als er die Waffe an seinen Kopf hielt. Es wird einerseits vermutet, dass er eine scherzhafte Anspielung auf die verlängerte Drehpause beabsichtigte und sich die Waffe an den Kopf gehalten habe, wobei sich ein Schuss löste. Weitere angebliche Augenzeugen wie der Setarbeiter Frank Laux gaben an, Hexum hätte die Waffe absichtlich bis auf eine Patrone entladen, um Russisch Roulette mit der scheinbar harmlosen Waffe zu spielen.
Hexums letzte Worte stimmen laut Augenzeugenberichten ebenfalls nicht überein. Er sagte angeblich: „Let’s see if I get myself with this one.“, „Let’s see if I’ve got one for me.“, „Let’s see what would happen if I played the game.“ oder „Can you believe this crap?“ (In Anspielung auf die verlängerte Drehpause). Er war sich offenbar der Tatsache nicht bewusst, dass Platzpatronen mit Papier oder Plastik als Einlage gefüllt waren und dass dieses Füllmaterial mit einer derart starken Beschleunigung aus dem Lauf abgefeuert wird, dass schwere Verletzungen bis zum Tod die Folge sein können, wenn die Waffe aus so kurzer Distanz abgefeuert wird. Die Papierfüllung hatte seinen Schädelknochen zwar nicht durchschlagen, jedoch löste die Druckwelle ein Stück Knochenmaterial, das in sein Gehirn eindrang und zu einer fatalen Hirnblutung führte. Selbst ohne Papiereinlage wäre die Druckwelle des Abschusses gefährlich gewesen. Die am Lauf austretenden heißen Gase hätten auch erhebliche Brandverletzungen verursacht.
Laut einem Crew-Mitglied am Set betätigte Hexum lächelnd den Abzug, woraufhin es einen lauten Knall und einen hellen Blitz sowie schwarzen Rauch gab. Hexum schrie vor Schmerzen, dann sank er mit einer schweren Kopfwunde auf das Bett zurück. Hexums Assistent eilte sofort herbei und hüllte seinen Kopf in ein Handtuch. Ein Rettungswagen wurde angefordert, doch Hexum fiel ins Koma, ehe dieser kam, weshalb man ihn mit einem Wagen des Studios ins Beverly Hills Medical Center brachte. Nach einem fünfstündigen Eingriff beurteilte der leitende Chirurg David Ditsworth die Schäden an Hexums Gehirn als irreparabel, und sechs Tage später, am 18. Oktober, wurde er für hirntot erklärt. Mit Erlaubnis seiner Mutter wurde er nach San Francisco geflogen, wo man ihn von den lebenserhaltenden Geräten trennte, nachdem man ihm seine Organe entnommen hatte. Hexums Körper wurde zurück nach Los Angeles geflogen und eingeäschert. Seine Asche wurde von seiner Familie über Malibu verstreut.
Im selben Monat erschien eine Ausgabe von Playgirl mit einem Interview und einer Fotoserie, die Hexum unmittelbar vor seinem Tod gemacht hatte.

## Filmografie

### Filme
- 1982: Die Zeitreise (Voyage From the Unknown), Pilotfilm von Die Zeitreisenden
- 1983: Ein Traummann auf der Titelseite (Making of a Male Model)
- 1984: The Bear

### Fernsehserien
- 1982/1983: Die Zeitreisenden (Voyagers!)
- 1984: Mode, Models und Intrigen (Cover Up)

## Sonstiges
Jon-Erik Hexum überraschte 1983 die Öffentlichkeit in der Merv Griffin Show und verschiedenen Zeitungsinterviews mit der Aussage, er lebe in seinem Haus gänzlich ohne Möbel, da er das Geld lieber spare, um zukünftige Filmprojekte mitfinanzieren zu können.